# Mia Sasso
Mia Sasso (Mali Rat, 1925. – Rijeka, 11. travnja 2006.) je bila hrvatska kazališna, televizijska i filmska glumica.

## Životopis
Mia Sasso je rođena 1925. godine u Malom Ratu kod Splita. U rodnom je mjestu živjela sve do 1943. godine. Završava dramsku školu, nakon koje je igrala u Rijeci, Splitu, Zadru, Zagrebu i Osijeku. Od 1959. godine bila je članica dramskog ansambla HNK Ivan Zajc u Rijeci.
Igrala je Lauru u naslovu Tita Strozzija "Nikad nije prekasno", Ismenu u "Antigoni", Elizu u "Pigmalionu", Porciju u "Mletačkom trgovcu", Goneril u "Kralju Learu", Marthu u "Tko se boji Virginije Woolf", Klaru Grubarovu u "Zlatarevo zlato", Annu de Clevu u "Henrik VIII i njegovih šest žena", Branku u "Ranjenoj ptici", Bessie Burgess u "Plug i zvijezde", Betiju u "Muškardinu", a posljednju je ulogu odigrala 1994. godine u predstavi "Meštar Pathelin". Dobitnica je pet nagrada Udruženja dramskih umjetnika.
Umrla je 11. travnja 2006. u Rijeci nakon duge i teške bolesti.

## Filmografija

### Televizijske uloge
- "Velo misto" (1981.)
- "Marija" kao Ruža (1977.)
- "Kapelski kresovi" kao Putiselička (1975. – 1976.)
- "Ča smo na ovon svitu..." kao Filomena Ponpadurova (1973.)
- "Naše malo misto" kao Keka (1970.)

### Filmske uloge
- "Zadarski memento" kao seljanka u crnini (1984.)
- "Djevojka i hrast" kao Smiljina majka (1955.)

## Vanjske poveznice
- Mia Sasso u internetskoj bazi filmova IMDb-u (engl.)
- Vijest o smrti glumice